# Cis minimus
Cis minimus es una especie de coleóptero de la familia Ciidae.

## Distribución geográfica
Habita en Nueva Caledonia.